# Villa Palpalá
Villa Palpalá es una localidad turística del departamento Palpalá, provincia de Jujuy, República  Argentina.
La Villa turística Palpalá se encuentra a 23 km de la Ciudad de Palpalá, cabecera departamental, y a 32 km de la ciudad capital San Salvador de Jujuy.
Se halla enclavada en la falda occidental de las serranías de Zapla, a 1.450 m s. n. m.

## Acceso
Se llega a la Villa Turística Palpalá, desde S.S. de Jujuy, con la RP 56 hasta el km 22, donde está señalizado el ingreso, Desde allí es necesario recorrer 8 km por un camino consolidado en buen estado. Los últimos 2 km son de cornisa con excelentes vistas panorámicas del Valle de Jujuy. Un camino de herradura vincula a la villa con la RP 56, internándose en la selva subtropical.

## Paisajes
Principales atractivos de la villa turística Palpalá. Las vistas panorámicas hacia el valle de Jujuy y hacia el cordón montañoso de las serranías de Zapla y el ambiente selvático, combinando con 20.000 ha forestadas de eucaliptos, realizado por Altos Hornos Zapla, conforman un paisaje de verdes contrastes y agrestes belleza.

## Clima
Templado serrano con lluvias estivales torrenciales e inviernos secos (con ocasionales lloviznas). Temperaturas agradables todo el año, con un sol radiante y noches frescas. Los vientos suaves permiten una estadía cómoda al aire libre. Un clima benigno para ser disfrutado todo el año.

## Flora y fauna
Las serranías de Zapla, donde está situada la villa turística Palpalá, se encuentra en la región biogeográfica de las yungas. Esta región presenta ecosistemas de selva de montaña, la cual varía en especies y densidad de acuerdo a la altura. En los alrededores del centro turístico pueden observarse árboles autóctonos como el cedro, el cebil, el lapacho amarillo, el ceibo, el pacará timbó, el nogal criollo, el pino del cerro, el aliso del cerro, etc.
Además, aún subsisten especies de fauna nativa, como el yaguareté, el coatí, la corzuela, la ardilla, el chancho del monte, el tapir o anta, el mono aullador, etc. Entre las aves: el tucán, el loro, el carancho, la garza, el inamué perdiz, etc. Se debe destacar el singular colorido de las mariposas en verano.

## Historia
En los años 1940, Don Wenceslao Gallardo descubre en la margen izquierda del arroyo Los Tomates unas piedras rojiza férricas, con contenido de hierro, lo que sería el futuro del arrabio Argentino. En dicho lugar se constituye el emplazamiento de la Mina 9 de Octubre, con un centro cívico habitacional con los servicios elementales y los espacios para el desarrollo social, educativo, recreativo y cultural, con una población estable de aprox. 600 habitantes.
- En 1997 se produce el cierre de la Mina 9 de Octubre.
- Por el Decreto del Poder Ejecutivo Nacional 1.131/90 del 15 de junio de 1990 se declaró "sujeto a privatización" al Establecimiento Altos Hornos Zapla dependiente de la Dirección General de Fabricaciones Militares. La ley n.º 23.809, del 23 de agosto de 1990, declaró al Complejo Siderúrgico Altos Hornos Zapla dependiente de la Dirección de Fabricaciones Militares sujeto a privatización, se produjo la adjudicación por parte del Estado Nacional a la sociedad Aceros Zapla S.A. y suscribió el Contrato de Transferencia mediante Escritura Número 103 de fecha 1 de julio de 1992. El ex centro Mina 9 de Octubre hoy denominada Villa Turística Palpalá es un lugar apto para el desarrollo turístico. Su agreste belleza lo convirtió en un sitio propicio para la práctica del turismo alternativo o ecoturismo. Después de años de abandono del centro cívico, la sanción de la ley Provincial 4910, transfiere a la municipalidad de Palpalá los derechos sobre el predio del antiguo pueblo minero.

## Turismo
La belleza del paisaje y la historia del lugar generan múltiples atractivos turísticos. Algunos de ellos se encuentran muy próximos al centro turístico. Otros requieren de largas travesías en la selva virgen, en experiencias que muy difícilmente se puedan olvidar.

### Puntos de interés
- El Socavón: antigua planta de beneficio y purificación del mineral de hierro.
- El cerro de la Cruz: se puede dominar un amplio panorama del valle de Jujuy y obtener vistas privilegiadas de la Villa Turística.
- El Ojo de Agua: pequeño piletón natural y cascada en el arroyo los Tomates que constituye un balneario natural de agua cristalina.
- El Cerro Zapla: se puede dominar la mitad del territorio de la provincia de Jujuy.

### Puestas en valor
- En 2006 se encuentra en refacción por el municipio, el edificio N.º 20, se destinará para uso de Hotel Municipal de Turismo; el edificio N.º 25 para Albergue Juvenil destinado para turismo social; y el edificio N.º 10 post aprobación del programa Municipal II, se remodelaría en Apart Hotel.

## Defensa Civil

### Sismicidad
La sismicidad del área de Jujuy es frecuente y de intensidad baja, y un silencio sísmico de terremotos medios a graves cada 40 años.
- Sismo de 1863: aunque dicha actividad geológica catastrófica, ocurre desde épocas prehistóricas, el terremoto del 4 de enero de 1863 (162 años),[2] señaló un hito importante dentro de la historia de eventos sísmicos jujeños, con 6,4 Richter. Pero nada cambió extremando cuidados y/o restringiendo códigos de construcción.[1]
- Sismo de 1948: el 25 de agosto de 1848 (176 años) con 7,0 Richter, el cual destruyó edificaciones y abrió numerosas grietas en inmensas zonas[2][1]
- Sismo de 2009: el 6 de noviembre de 2009 (15 años) con 5,6 Richter